# Sociale démocratie syndicale
Social Democracia Sindical (SDS -Sociale démocratie syndicale) était une organisation syndicale brésilienne affiliée à la Confédération syndicale internationale et à la  Centrale latino-américaine des travailleurs. Elle a fusionné le 19 juillet 2007 avec deux autres organisations syndicales pour former l'União Geral dos Trabalhadores.

## Lien
- Site officiel de SDS